# Ladislav Stroupežnický

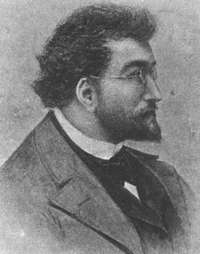
Ladislav Stroupežnický

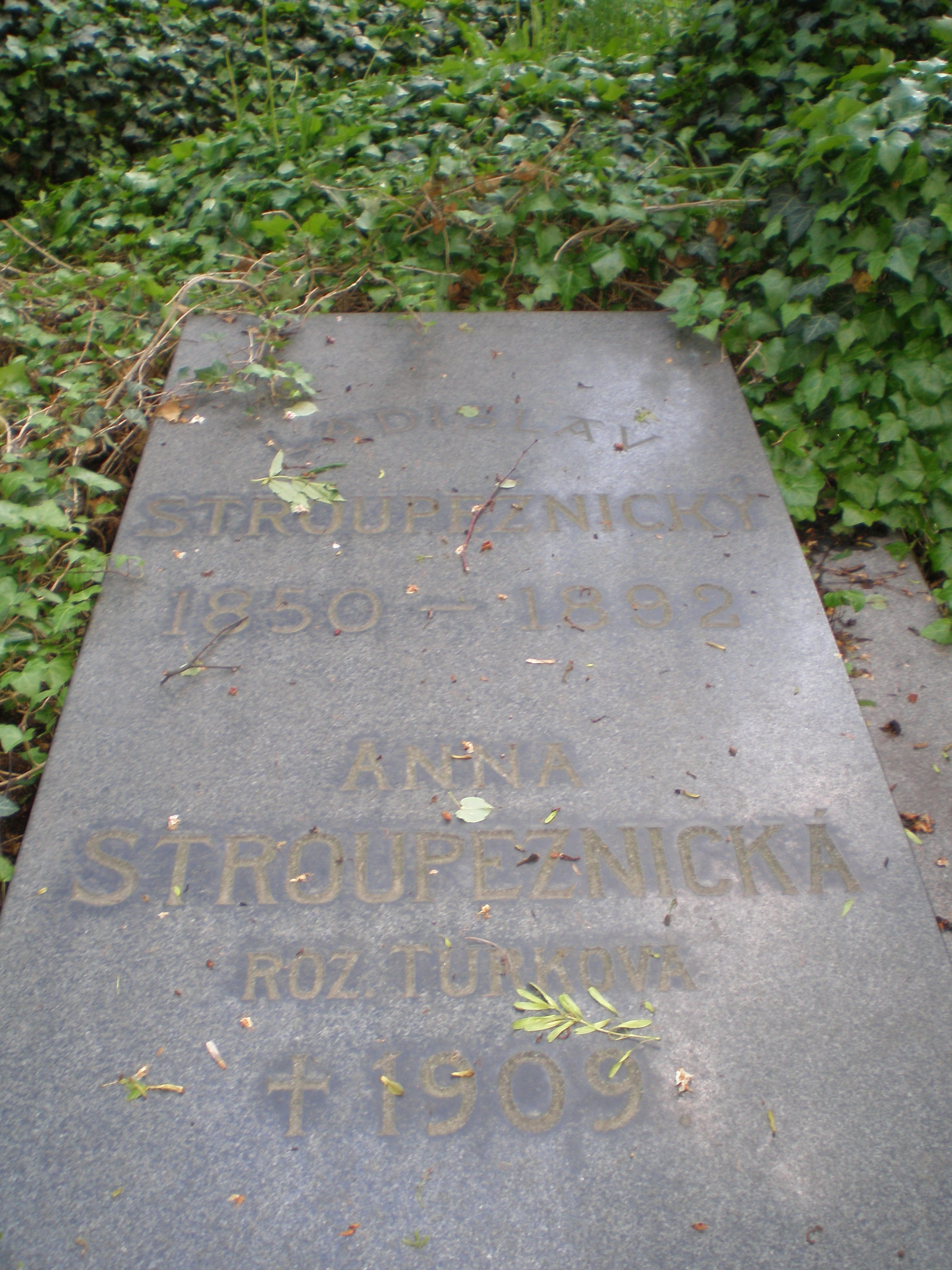
Stroupežnickýs Grab in Prag

Ladislav Stroupežnický (* 6. Januar 1850 in Cerhonice; † 11. August 1892 in Prag) war ein tschechischer Schriftsteller und Dramaturg des Nationaltheaters in Prag.

## Leben
Ladislav Stroupežnický hatte keine literarische Kenntnisse. Nach dem Besuch der Realschule in Písek, musste er auf dem Familienhof mithelfen. Am 11. August 1867 schoss er sich ins Gesicht, verlor Nase und Unterkiefer und war zeitlebens verunstaltet. Über ein Jahr konnte er mit seinem künstlichen Kiefer nicht sprechen und widmete sich der Literatur.
Kurz darauf zog er nach Prag, arbeitete als Schreiber bei der Stadtverwaltung, später bei einer Versicherung und schrieb für einige, vor allem humoristische Zeitschriften.
Ab 1882 war er als Dramaturg am Nationaltheater tätig. 1890 heiratete er, aber schon zwei Jahre später wurde er aufgrund Überlastung und ständiger Schikanierung seitens anderer Dramaturgen und Schauspieler Opfer einer schweren Krankheit. Er ist begraben auf dem Olšany-Friedhof in Prag.

## Werke
Sein bekanntestes Werk war Unsere Furianten (Naši furianti). Es handelt sich dabei um eine Geschichte aus dem Dorf Honice (es erinnert stark an sein Heimatdorf), in dem sich zwei Kandidaten um den Posten des Nachtwächters bewerben. Beide benötigen die Arbeit um ihre Kinder satt zu bekommen. Das Schauspiel zeigt die sozialen Probleme auf, wobei es die gesellschaftlichen Vorurteile bestätigt. Der dumme Bauer und der schlaue Arme. In prosaistischen Werken war Stroupežnický weniger erfolgreich. Seine Romane und Humoresken fielen beim Leser durch.
In deutscher Sprache erschien Der Burgkobold: Komische Oper in 1 Aufzeichnung, übersetzt von Max Brod.